# Tell Brak
Tell Brak – stanowisko archeologiczne w północno-wschodniej Syrii w dorzeczu rzeki Chabur. Jest to jedno z największych stanowisk archeologicznych (tellów) w północnej Mezopotamii (wys. 40 m, powierzchnia 800x600 m). W okresie eneolitu Tell Brak był jednym z centrów wytwarzania malowanej ceramiki charakterystycznej dla kultury Halaf. W okresie sumeryjskim i akadyjskim miasto nosiło nazwę Nagar.

## Badania archeologiczne
1. 1937-1938 – jako pierwszy stanowisko badał sir Max Mallowan,
2. 1976-2004 – badania zostały wznowione pod kierownictwem prof. Davida Oatesa i dr. Joan Oates[2],
3. 2004-2006 – po śmierci prof. Davida Oatesa, dr. Joan Oates zostaje dyrektorem polowym badań,
4. Od 2006 – z ramienia University of Cambridge dyrektorem polowym zostaje Augusta McMahon[3].

## Najważniejsze znaleziska
- „Świątynia oczu” IV tys. p.n.e. – św. w stylu podobna do świątyń z południa Mezopotamii. Jej nazwa wzięła się od licznie zdeponowanych w niej małych alabastrowych i terakotowych figurek wotywnych tzw. idoli ocznych. Znaleziono 300 kompletnych figurek oraz tysiące fragmentów. W sumie depozyt mógł składać się z 20 tys. obiektów[4]. Ściany świątynie bogato zdobione kamiennymi rozetkami, kolorową terakotą oraz pasami z miedzi i czerwonego wapienia[5].
- „Pałac Naram-Sina” okres akadyjski – budowla wzniesiona z cegieł noszących imię władcy o rozmiarach 95x80m i grubości murów ponad 10m. Mógł to być magazyn, placówka handlowa bądź ośrodek administracyjny[6], przez odkrywcę sir Maxa Mallowana ochrzczona jako „pałac Naram-Sina”.